# Welcome to New York (pjesma Taylor Swift)
"Welcome to New York" je prva pjesma američke pop kantautorice Taylor Swift s njezina petog studijskog albuma "1989" (2014.). Riječ je o synth-pop pjesmi koju su napisali Swift i Ryan Tedder s dodatnom produkcijom Noela Zancanelle. Objavljena je 20. listopada 2014. kao promotivni singl za album, putem Big Machine Records. Synth-pop pjesma opremljena pulsirajućim sintesajzerima, istražuje Swiftinu novootkrivenu slobodu, nadahnutu njezinim preseljenjem u New York u ožujku 2014. 
Kritičari suvremene glazbe kritizirali su tekst, tvrdeći da pjesmi nedostaje supstancija u usporedbi s popularnim njujorškim tribute pjesmama. Brojni su drugi branili pjesmu, napominjući da se spominje LGBT jednakost i pohvalili produkciju. Pjesma je dospjela u Top 10 na Novom Zelandu, a ušla je u prvih 20 na ljestvicama u Kanadi, Mađarskoj i Škotskoj. 

## O pjesmi
Inspirirana sintetičkim popom iz 1980-ih sa sintisajzerima, bubnjevima i preklopljenim vokalom, Taylor Swift odlučila se odmaknuti od potpisnih country stilova svojih prethodnih izdanja i uključiti izravnu pop produkciju za svoj peti studijski album 1989. koji je objavljen 2014. Proces snimanja započeo je sredinom 2013. istovremeno s početkom Swiftine Red Turneje kao podrška njenom četvrtom studijskom albumu Red (2012).
Swift se prisjetila da je njezino preseljenje u New York u ožujku 2014. poslužilo kao nadahnuće za koncepciju 1989. godine, rekavši: "Toliko me dugo plašio ovaj grad ... Mislila sam da nikada neću uspjeti ovdje, jer nije bilo nešto dovoljno - dovoljno hrabro, dovoljno hrabro da zauzme ovaj ogromni grad u svoj mučnoj iskrenosti. A onda sam u određenom trenutku samo pomislila: "Spremna sam."
"Welcome to New York" objavljen je za digitalno preuzimanje putem iTunes Store 20. listopada 2014. godine, kao jedan od promotivnih singlova s albuma. Prije digitalnog izdanja, Swift je na YouTubeu podijelila uzorak pjesme od 30 sekundi. U Sjedinjenim Državama, pjesma je zauzela 48. mjesto na Billboard Hot 100. Pjesmu je kasnije Američka udruga za snimanje (RIAA) certificirala za platinu za prodaju 1.000.000 primjeraka u Sjedinjenim Državama.
Pjesma je bila hit među deset najboljih na Novom Zelandu, dosegnuvši šestu poziciju na ljestvici novozelandskih singlova. Uspio je doći do 40 najboljih na ljestvicama nekoliko zemalja, uključujući Mađarsku (16), Škotsku (16), Kanadu (19), Španjolsku (21).
Swift je izvela "Welcome to New York" tijekom "secret sessions" za njen album 1989, koje je Yahoo! uživo prenosio. i iHeartRadio 27. listopada 2014. Pjesma je uključena kao otvor za 1989 World Tour, na koju je Swift krenula tijekom 2015.

## Ljestvice
| Ljestvice                  | Najviša pozicija |
| -------------------------- | ---------------- |
| Australija                 | 23               |
| Danska                     | 27               |
| Francuska                  | 85               |
| Irska                      | 55               |
| Japan                      | 80               |
| Kanada                     | 19               |
| Mađarska                   | 16               |
| Novi Zeland                | 6                |
| Sjedinjene Američke Države | 48               |
| Škotska                    | 16               |
| Španjolska                 | 21               |
| Ujedinjeno Kraljevstvo     | 39               |